# Беарн (авианосец)
«Беарн» (фр. Béarn) — французский авианосец. Построен из незаконченного корпуса линкора типа «Нормандия»; турбины линкора при этом были заменены специально разработанной комбинированной силовой установкой.

## История
Участвовал во Второй мировой войне. В октябре 1939 года возглавлял поисковую группу (Соединение «L»), участвовавшую совместно с другими французскими и британскими силами в поиске германского карманного линкора «Адмирал граф Шпее».
После капитуляции Франции в 1940 года «Беарн» ушёл на Мартинику, где был блокирован английским флотом. В 1943 году сдан Великобритании.
Многие считают, что «Беарном» был вывезен на Мартинику золотой запас Франции. В действительности же на корабль погрузили лишь 194 тонны золота на общую сумму 9 миллиардов 241 миллион франков. В долларах это было 172 миллиона 272 тысячи. И вышел «Беарн» из Тулона 19 мая 1940 года, когда поражение Франции было ещё далеко не очевидным. Золото это предназначалось в оплату американских военных поставок Франции, и, выгрузив в Америке золото, французы приняли на борт «Беарна» закупленные у США самолеты. 16 июня авианосец отправился к берегам Франции, но узнав о поражении своей страны, командир авианосца повернул корабль на Мартинику. Золота в его трюмах к тому времени уже не было.
В 1943—1944 годах по причине тихоходности был переоборудован в авиатранспорт; перевооружён на 4 — 127-мм, 24 — 40-мм и 26 — 20-мм. До конца войны использовался для перевозки самолётов из Канады во Францию.
После Второй мировой войны нёс службу в Индокитае; с 1948 года использовался как учебный корабль, затем как база подводных лодок. Списан в 1949 году.